# Joan i Pau de Roma
Joan i Pau de Roma (morts a Roma, 26 de juny de 362) foren dos màrtirs cristians del segle iv, titulars de l'antiga basílica romana del mont Celi (Basilica Celimontane). Són venerats com a sants per diverses confessions cristianes.
Malgrat l'antiguitat i difusió del seu culte, es pensa que, per les contradiccions de les presumptes actes del martiri, molt tardanes, puguin ésser el resultat d'una llegenda.

## Martiri
Segons la tradició hagiogràfica, Joan i Pau eren germans i d'una família notable de Roma. La passio té tres redaccions diferents del segle iv, que els presenten com a majordom i criat de Constança, filla de l'emperador Constantí I el Gran, com a oficials de Gal·licà i com a diaques de Roma que repartiren als pobres els béns donats per Constantina. L'emperador Flavi Claudi Julià volia restaurar els cultes pagans i volgué que abjuressin del cristianisme per a donar exemple a d'altres; davant la seva negativa, els envià al comandant Terencià, que els ordenà de fer sacrificis a Júpiter. Com que s'hi negaren, foren decapitats i sebollits secretament sota l'escala de la seva casa del Celio. El prevere Crisp, el clergue Crispinià i la verge Benedicta, que foren sorpresos pregant en aquesta tomba, també foren decapitats.

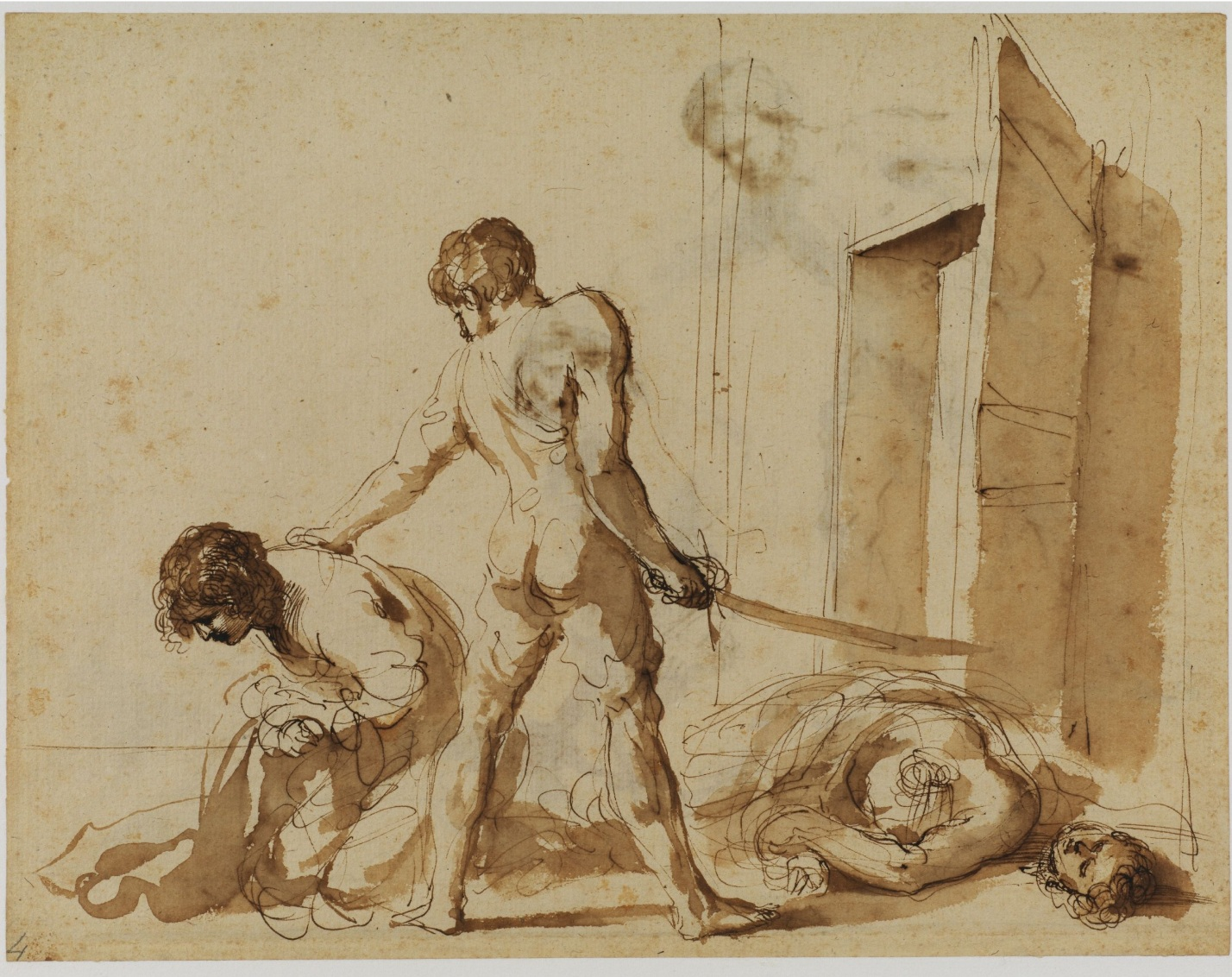
Dibuix del Guercino representant el martiri dels sants
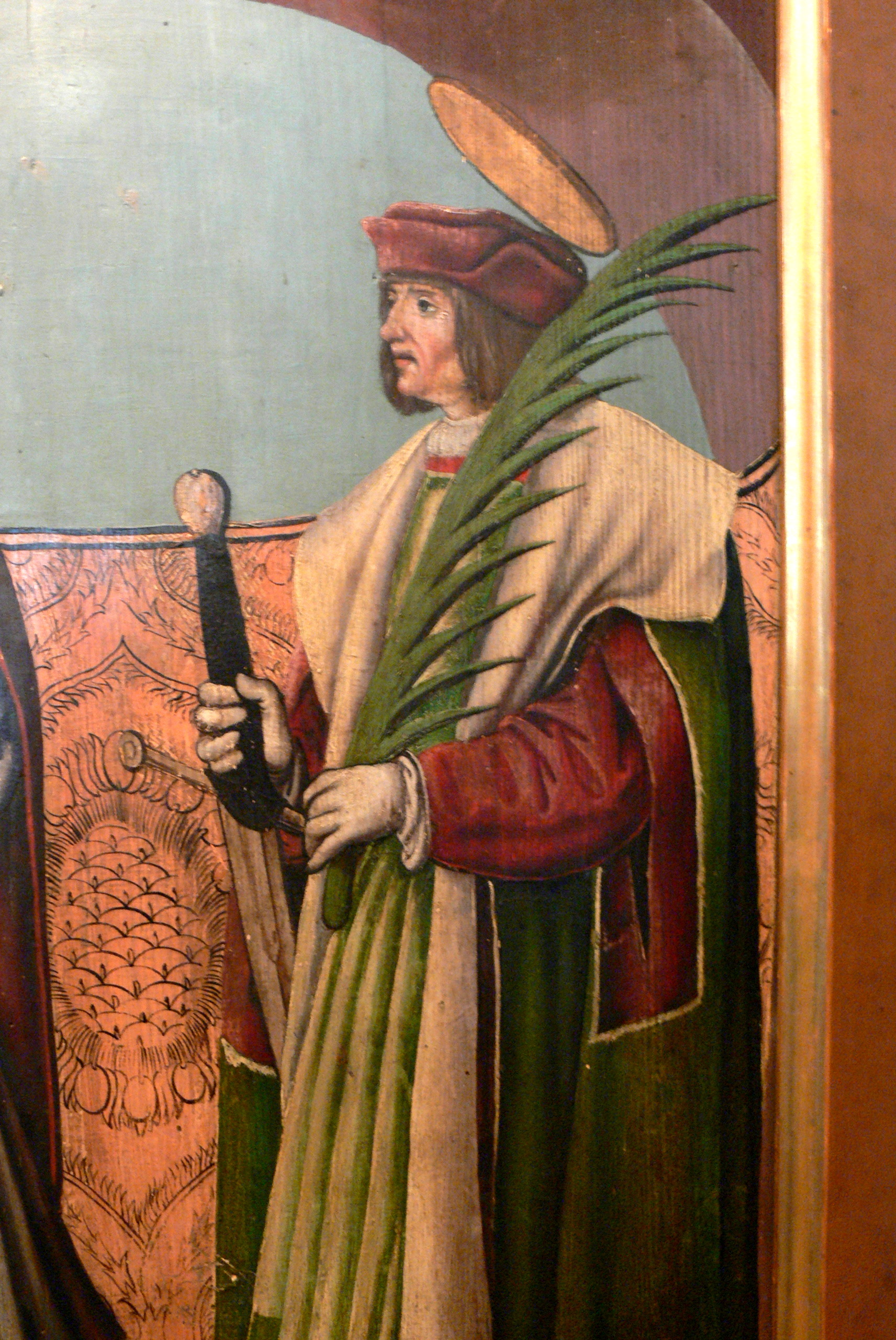
Sant Pau de Roma, per Wolfgang Sauber, 1520 (Passau, Oberhausmuseum)
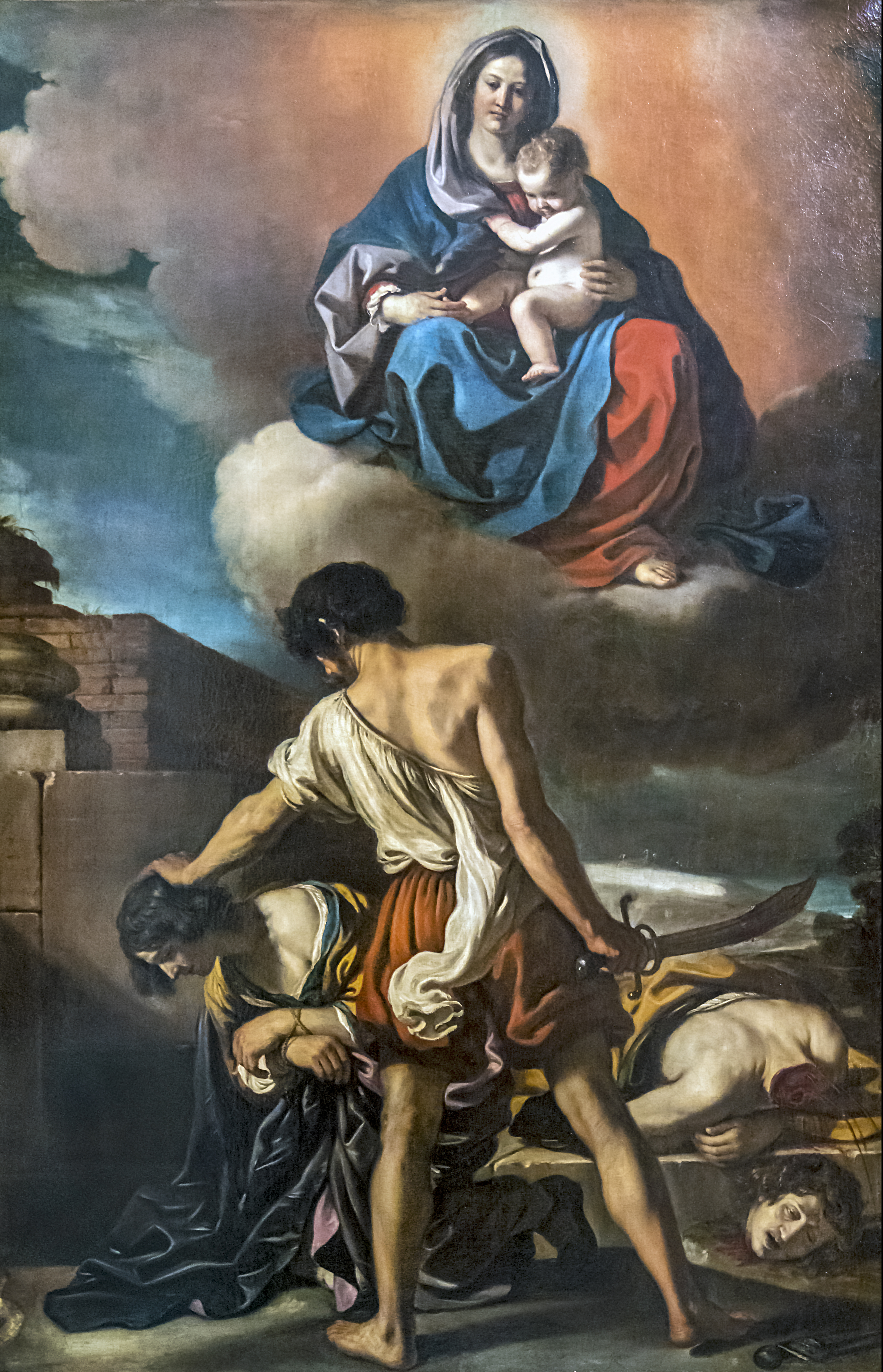
La Mare de Déu i el martiri de Joan i Pau, per Giovanni Francesco Barbieri, 1632, a partir de Guercino

## Veneració
La tradició diu que el mateix Terencià es convertí quan el seu fill guarí per intercessió dels màrtirs, i llavors va redactar-ne les actes del martiri. L'emperador Jovià va fer oficial el culte als dos màrtirs i Sant Pamaqui erigí una basílica al lloc de la casa dels sants. La Basílica de Sant Joan i Sant Pau, més probablement, s'erigiria sobre la domus de la família del senador Bizant i del seu fill Pamaqui, que hjavien trobat els cossos dels sants; la basílica se cita en les fonts més antigues com a titulus Byzantii o Pammachii.
També se'ls dedicà l'església veneciana de Santi Giovanni e Paolo, o Zanipolo.

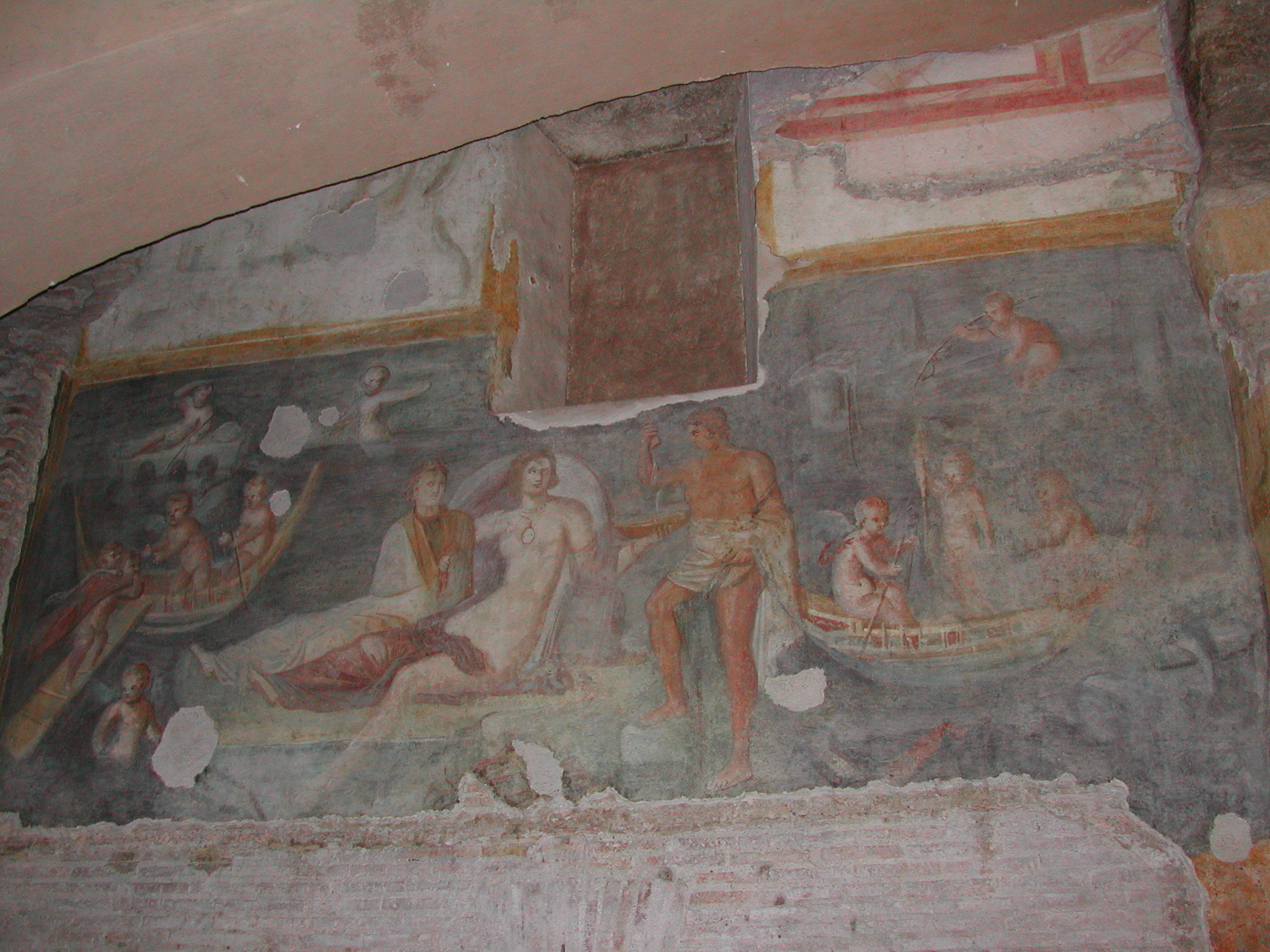
Frescos de la domus romana avui sota la basílica dels sants a Roma.
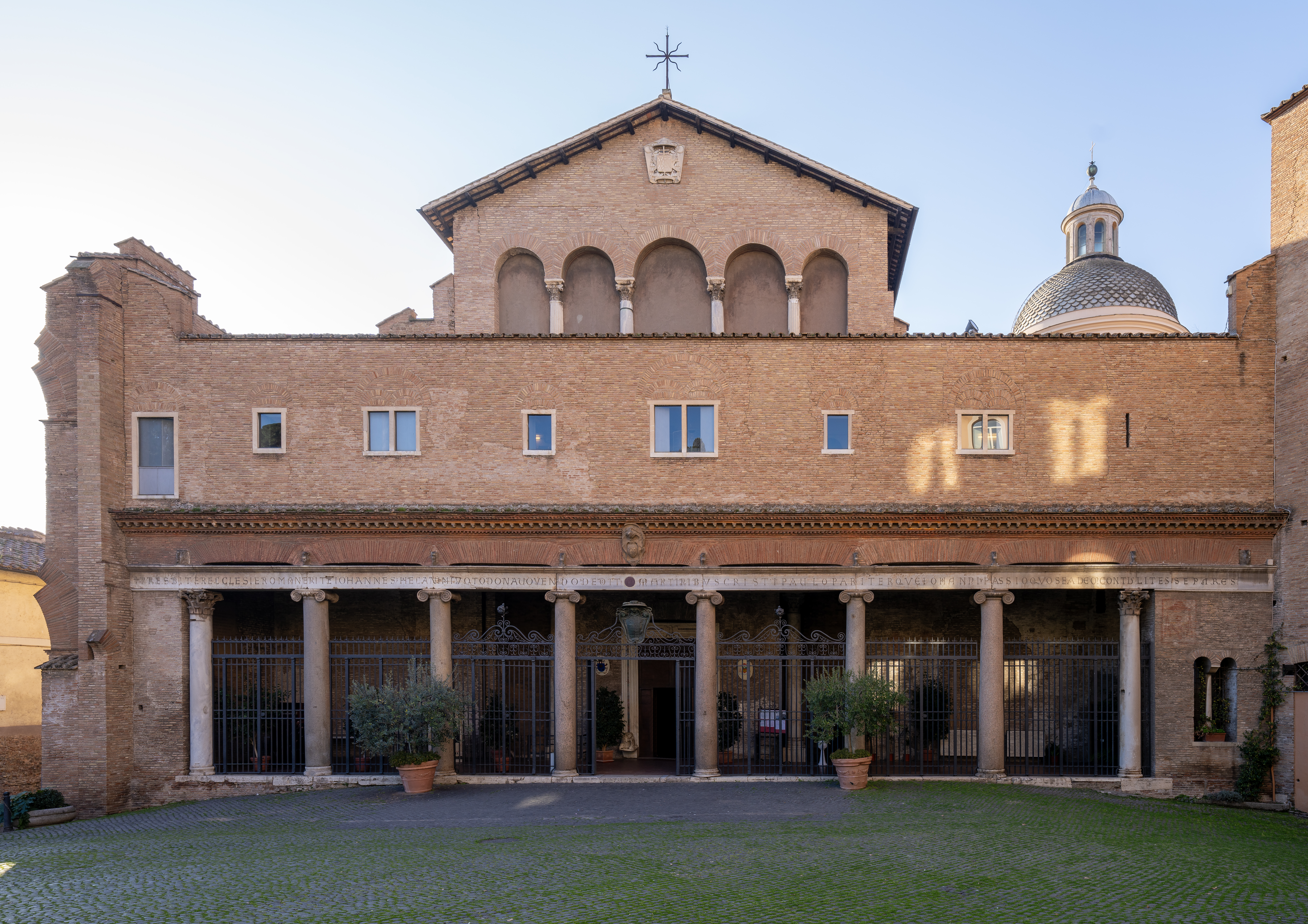
Basílica dels sants a Roma
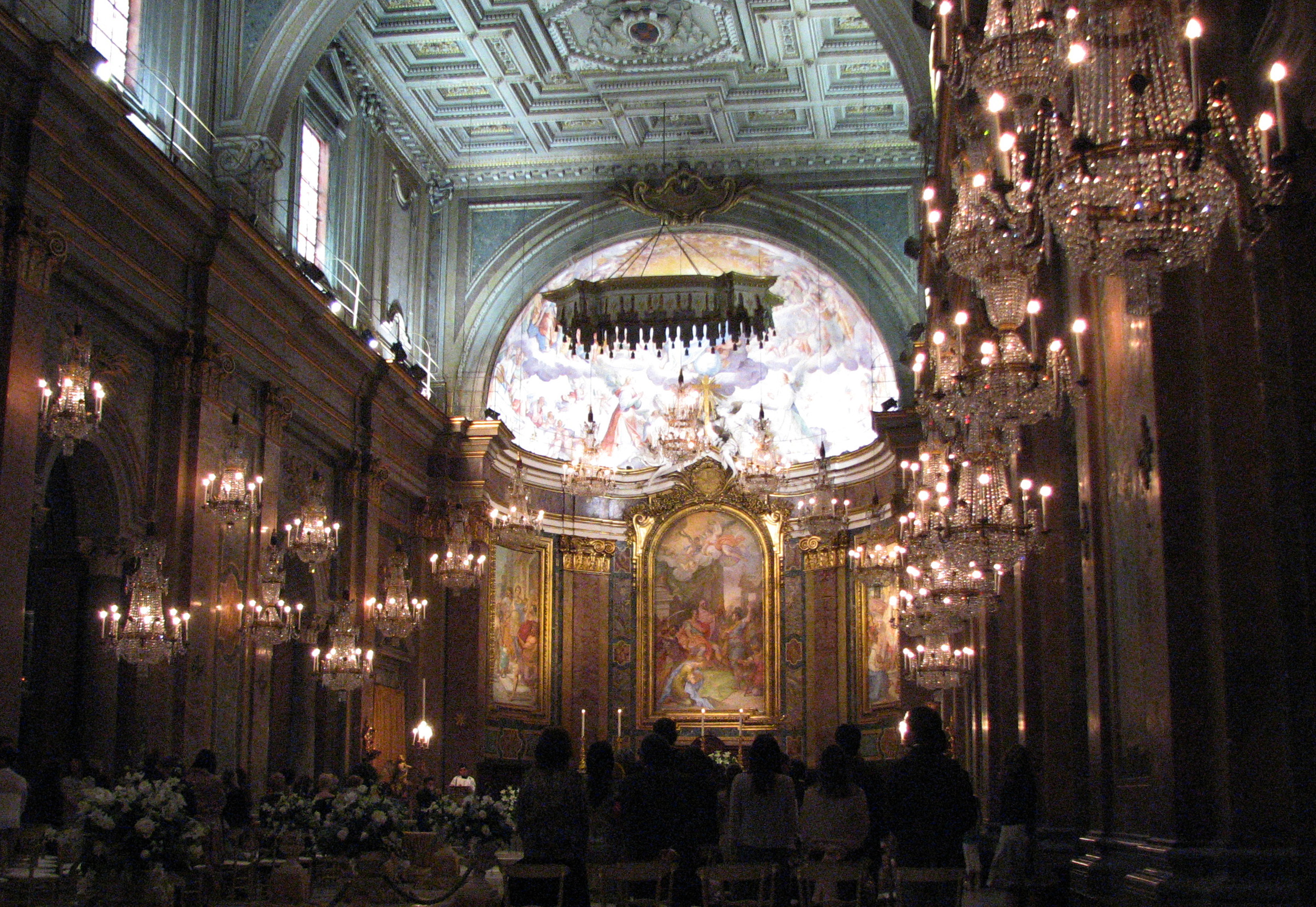
Basílica de Roma, amb les restes dels màrtirs a l'altar
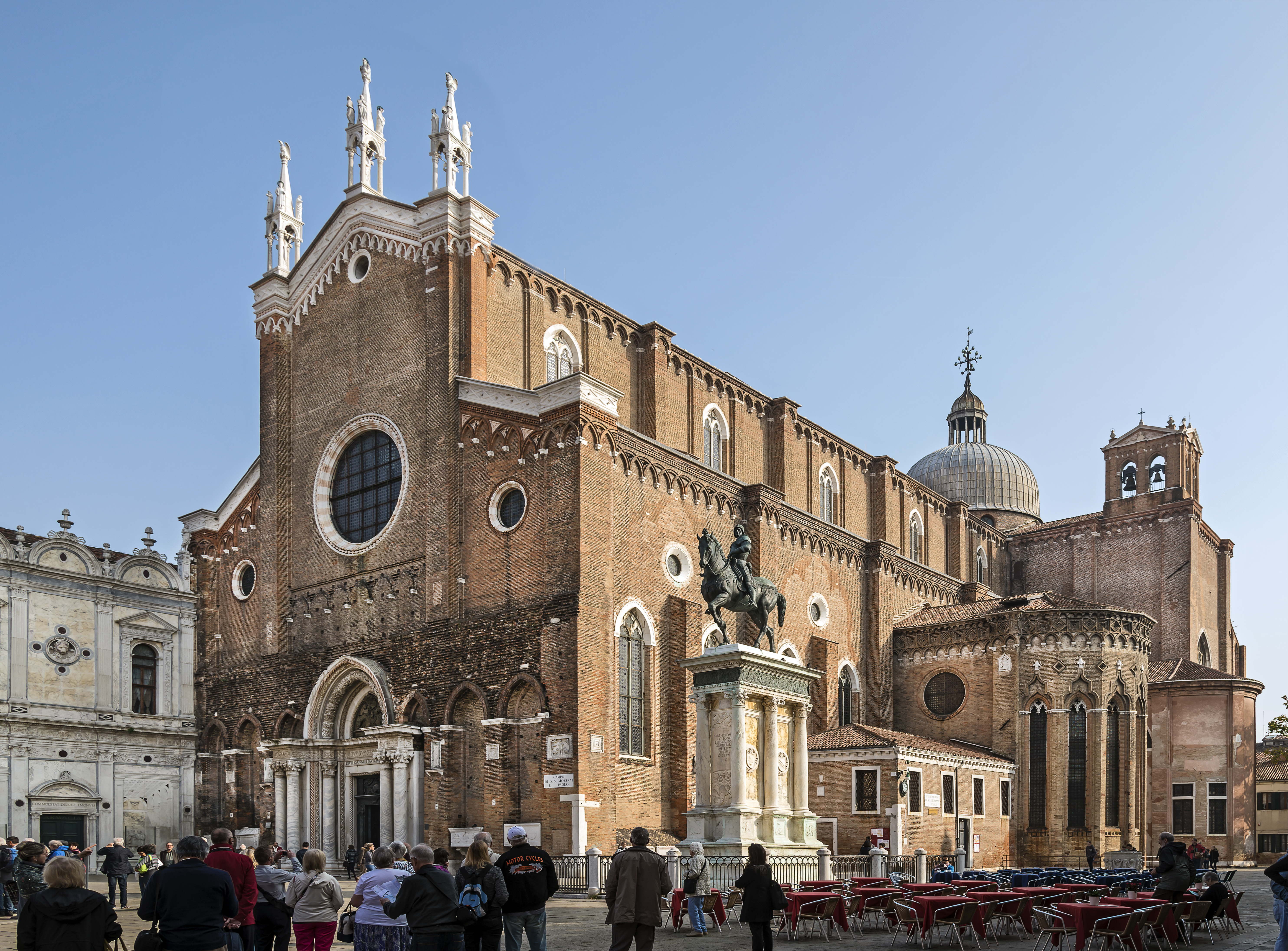
Santi Giovanni e Paolo de Venècia